# Herthuis
Het Herthuis (ook Herthuys) is een voormalige herenlogement, gelegen aan de Markt van de Nederlandse stad Gouda. 

## Geschiedenis
Het Herthuis aan de Markt van Gouda dateert uit de 16e eeuw. In 1572 bood het logement onderdak aan de nonnen uit het Sint-Catharinaklooster, die een veilige plek zochten. Het logement werd door de Goudse bestuurders gebruikt als locatie voor hun ontvangsten, voor hun diners en voor het onderbrengen van belangrijke gasten van de stad. In 1618 logeerde prins Maurits er. In 1672 kreeg Willem III er een copieuze maaltijd aangeboden. Jaarlijks was er de zogenaamde magistraatsmaaltijd voor de leden van het stadsbestuur. Korte tijd, van 1664 tot 1679, was het logement in het bezit van de stad. In 1679 financierde Gouda uit de opbrengst van de verkoop de bestrating van een klinkerweg naar Rotterdam. In 1753 ging het logement failliet, maar ook daarna heeft het pand tot 1868 als logement dienstgedaan. Rond 1787 hielden de orangisten in Gouda er hun bijeenkomsten. In de 18e eeuw werden vanuit een "Regtkamer" in het logement de zaken voor ambachtsheerlijkheid Bloemendaal geregeld. In de 19e eeuw werden vanuit het Herthuis de gemeentelijke zaken geregeld voor Broek, Thuil en 't Weegje, evenals Bloemendaal, voormalige heerlijkheden van de stad Gouda. Burgemeesters van Broek cum annexis, Willem Blok en Nicolaas IJzendoorn, hielden hier zitting. In 1873 kwam er een drogisterij in het pand en vanaf 1897 een herenmodezaak. In het huidige pand (genummerd Markt 59, 60 en 61) is een filiaal van een landelijke drogisterijketen gevestigd. Het pand is erkend als een gemeentelijk monument.

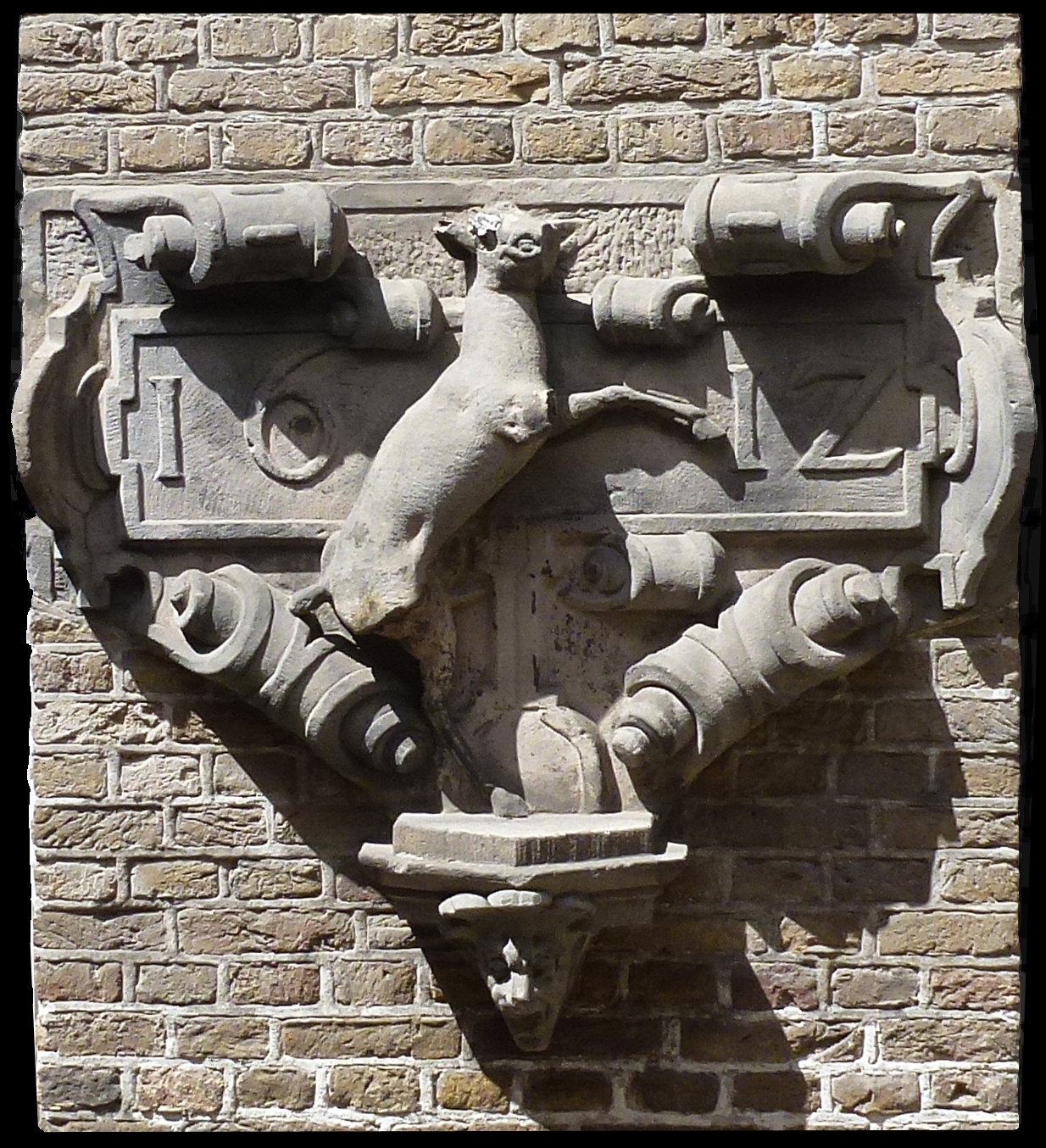
Gevelsteen 't Herthuys